# Johann Lerzer
Johann Baptist Lerzer (* 19. Dezember 1833 in Thannhausen; † 3. März 1917 in Freystadt) war Landwirt, Bürgermeister, Mitglied in der Bayerischen Abgeordnetenkammer und Mitglied des Deutschen Reichstags.

## Leben
Lerzer besuchte die Volksschule und war von Jugend auf in der Landwirtschaft tätig. Er war zunächst Gemeindeschreiber und von 1863 bis 1888 Bürgermeister in Thannhausen, sowie Mitglied des Distriktsrats. 1878 war er Gründer des Pferdezuchtvereins Freystadt, sowie Erster Vorstand des Oberpfälzischen Christlichen Bauernvereins. Er engagierte sich besonders für die Errichtung einer Mädchenschule und einer Kinderbewahranstalt in Freystadt. 1887 wurde die Eisenbahn von Neumarkt nach Freystadt eröffnet, im Volksmund wurde diese wegen seiner Initiative „Lerzerbahn“ genannt.
Von 1869 bis 1904 war er Mitglied der Bayerischen Kammer der Abgeordneten und von 1887 bis 1898 war er Mitglied des Deutschen Reichstags für den Wahlkreis Oberpfalz 3 (Neumarkt, Velburg, Hemau) und die Deutsche Zentrumspartei.
Ihm wurde die Zivilverdienstmedaille des Verdienstordens der Bayerischen Krone verliehen.